# Moruloidea ornata
Moruloidea ornata is een pissebed uit de familie Sphaeromatidae. De wetenschappelijke naam van de soort is voor het eerst geldig gepubliceerd in 1982 door Kussakin & Vasina.